# DCスタジオ
DCスタジオ（DC Studios）は、ワーナー・ブラザース・ディスカバリー所有のワーナー・ブラザースの子会社となっているアメリカの映画スタジオで、DCエンターテインメントのキャラクターをベースにした映画の製作を専門に行っている。ジェームズ・ガンとピーター・サフランは、2022年11月1日に会社の支配権を握った。それ以前、ウォルター・ハマダは2018年から2022年10月に退任するまでDCフィルムズの社長を務め、ワーナー・ブラザース・ピクチャーズ・グループの共同CEO兼共同会長であるマイケル・デ・ルカとパメラ・アブディの下で働き、直接報告していた。

## 歴史
『バットマン vs スーパーマン ジャスティスの誕生』（2016年）が賛否両論の評価を受けた後、ワーナー・ブラザース・ピクチャーズはDCエクステンデッド・ユニバースの方向性を安定させるための動きを見せた。同スタジオは2016年5月に、ジャンルに責任を持つ映画幹部を擁するために再編し、その結果、ワーナー・ブラザース傘下のDCエンターテインメントのフランチャイズ映画は、ワーナー・ブラザースのジョン・バーグ執行副社長とDCコミックスのジェフ・ジョーンズ最高コンテンツ責任者の下に新設された部門「DCフィルムズ」の下に置かれた。これは、マーベル・スタジオの「マーベル・シネマティック・ユニバース」とより直接的に対抗することを期待してのことである。ジョーンズは、DCコミックスでの既存の役割も継続したが、この部門の設立は、「監督主導」の命令を覆すためのものではなかった。
『ジャスティス・リーグ』（2017年）は、最大級の映画予算（約3億ドル）をかけたが、公開週末の興行収入は約9600万ドルだった。ワシントン・ポスト紙の分析では、指揮者の交代の可能性もあり、再び軌道修正が行われるだろうと予想された。DCエクステンデッド・ユニバースは、「監督主導」で行われている。フォーブスの寄稿者たちは、DCフィルムズがシェアード・ユニバースに見切りをつける一方で、ワーナー・ブラザースには一緒に仕事ができる他のフランチャイズがあるため、『ワンダーウーマン』の映画や時には他の映画を継続することが軌道修正になると考えた。しかし、12月にスタジオは、タイトル未発表のDCエクステンデッド・ユニバースの現在の映画予定を改めて発表した。同月、ワーナー・ブラザースは、DCフィルムズの新たな戦略と組織を発表し、バーグはスタジオの制作部門の共同社長を辞め、ロイ・リーとワーナー・ブラザースを拠点とする制作会社を設立することを発表した。 ベースの制作会社を『LEGO ムービー』（2014年）や『IT／イット　“それ”が見えたら、終わり。』（2017年）のプロデューサーであるロイ・リーと設立することを発表した。2018年1月には、ワーナー・ブラザースの幹部であるウォルター・ハマダがDCフィルムズの新社長に就任し、DCエクステンデッド・ユニバースの作品を統括することが発表された。ハマダは、ニュー・ライン・シネマと密接な関係にあり、『IT／イット』や『死霊館』の映画フランチャイズなど、ホラー映画の開発に貢献してきた。
2022年9月13日、ワーナー・ブラザース・ディスカバリーのデビッド・ザスラブCEOはDC映画にはケヴィン・ファイギのような統括するリーダーを探しているが、『LEGOムービー』のダン・リンと交渉決裂したと報道。2018年からDCフィルムズを率いてきたウォルター・ハマダは後任が決まり次第辞任する。
2022年10月25日、ジェームズ・ガンとピーター・サフランに、ワーナー・ブラザース傘下のDCフィルムズの代わりに新設される「DCスタジオ」の共同会長兼CEOに就任することが発表された。今後のDC映画・ドラマ・アニメの製作を統括し、ガンは主にクリエイティブ面を、ピーターは主にビジネス・プロダクション面をそれぞれ担当する。

## 経営

### 現在
- ジェームズ・ガン（2022年11月〜現在）：共同会長兼共同CEO、DCスタジオ; ガンは会社のクリエイティブヘッドとしてリーダーシップを発揮している[2]。
- ピーター・サフラン（2022年11月〜現在）：共同会長兼共同CEO、DCスタジオ; サフランは、会社のビジネス面でリーダーシップを発揮している[2]。
- シャンタル・ノン（2018年2月〜現在）：プロダクション担当副社長、DCベース映画の開発&制作管理統括[11]。

### 以前
- ジェフ・ジョーンズ（2016年5月〜2017年12月）：元DCフィルムズ共同会長[12]、元DCエンタテインメント社長兼CCO（2010年2月〜2018年6月）、元DCEU共同運営者（2015年〜2018年6月）[13]。
- ジョン・バーグ（2016年5月〜2017年12月）[12]：元ワーナー・ブラザースエグゼクティブ副社長、元DCフィルムズ共同会長、元DCEU共同運営者。
- ウォルター・ハマダ（2018年1月〜2022年10月）[14]：社長、ワーナー・ブラザース・ピクチャーズのDCベース映画制作担当[15]。

## 製作作品

### 実写映画

##### DCフィルムズが製作した映画
※備考がない場合はDCEUに属さない。
| 作品 | 公開日                        | 監督                        | 備考 |
| --- | ----------------------------- | --------------------------- | ---- |
| スーサイド・スクワッド Suicide Squad                                                                              | 2016年8月5日 2016年9月10日    | デヴィッド・エアー          | DCEU |
| ワンダーウーマン Wonder Woman                                                                                     | 2017年6月2日 2017年8月25日    | パティ・ジェンキンス        | DCEU |
| ジャスティス・リーグ Justice League                                                                               | 2017年11月17日 2017年11月23日 | ザック・スナイダー          | DCEU |
| アクアマン Aquaman                                                                                                | 2018年12月21日 2019年2月8日   | ジェームズ・ワン            | DCEU |
| シャザム! Shazam!                                                                                                 | 2019年4月5日 2019年4月19日    | デヴィッド・F・サンドバーグ | DCEU |
| ジョーカー Joker                                                                                                  | 2019年10月4日                 | トッド・フィリップス        |      |
| ハーレイ・クインの華麗なる覚醒 BIRDS OF PREY Birds of Prey (and the Fantabulous Emancipation of One Harley Quinn) | 2020年2月7日 2020年3月20日    | キャシー・ヤン              | DCEU |
| ワンダーウーマン 1984 Wonder Woman 1984                                                                           | 2020年12月25日 2020年12月18日 | パティ・ジェンキンス        | DCEU |
| ジャスティス・リーグ:ザック・スナイダーカット Zack Snyder's Justice League                                        | 2021年3月18日 2021年5月26日   | ザック・スナイダー          | DCEU |
| ザ・スーサイド・スクワッド “極”悪党、集結 The Suicide Squad                                                       | 2021年8月6日 2021年8月13日    | ジェームズ・ガン            | DCEU |
| THE BATMAN-ザ・バットマン- The Batman                                                                             | 2022年3月4日 2022年3月11日    | マット・リーヴス            |      |
| ブラックアダム Black Adam                                                                                         | 2022年10月21日 2022年12月2日  | ジャウム・コレット＝セラ    | DCEU |

##### DCスタジオが製作した映画
※備考がない場合はDCU、DCEUに属さない。
| 作品                                                 | 公開日                       | 監督                        | 備考 |
| ---------------------------------------------------- | ---------------------------- | --------------------------- | ---- |
| シャザム!〜神々の怒り〜 Shazam! Fury of Gods         | 2023年3月17日                | デヴィッド・F・サンドバーグ | DCEU |
| ザ・フラッシュ The Flash                             | 2023年6月16日                | アンディ・ムスキエティ      | DCEU |
| ブルービートル Blue Beetle                           | 2023年8月18日 劇場未公開     | アンヘル・マヌエル・ソト    | DCEU |
| アクアマン/失われた王国 Aquaman and the Lost Kingdom | 2023年12月20日 2024年1月12日 | ジェームズ・ワン            | DCEU |
| ジョーカー:フォリ・ア・ドゥ Joker: Folie à Deux      | 2024年10月4日 2024年10月11日 | トッド・フィリップス        |      |
| スーパーマン Superman                                | 2025年7月11日                | ジェームズ・ガン            | DCU  |
| 公開予定作品                                         |                              |                             |      |
| Supergirl                                            | 2026年6月26日                | クレイグ・ギレスピー        | DCU  |
| Clayface                                             | 2026年9月11日                | ジェームズ・ワトキンス      | DCU  |
| The Batman - Part Ⅱ                                  | 2027年10月1日                | マット・リーヴス            |      |
| Sgt. Rock                                            | TBA                          | TBA                         | DCU  |
| The Authority                                        | TBA                          | TBA                         | DCU  |
| The Brave and The Bold                               | TBA                          | アンディ・ムスキエティ      | DCU  |
| Swamp Thing                                          | TBA                          | ジェームズ・マンゴールド    | DCU  |
| Untitled Teen Titans film                            | TBA                          | TBA                         | DCU  |
| Untitled Bane & Deathstroke film                     | TBA                          | TBA                         | DCU  |
| Untitled Constantine sequel                          | TBA                          | フランシス・ローレンス      |      |

### アニメ映画

#### 長編映画
| 作品        | 公開日        | 監督             | 共同制作会社                                     |
| ----------- | ------------- | ---------------- | ------------------------------------------------ |
| Dynamic Duo | 2028年6月20日 | アーサー・ミンツ | ワーナー・ブラザーズ・アニメーション 6th & Idaho |

#### 短編映画
| 作品                  | 公開日        | 監督                 | 共同制作会社                         |
| --------------------- | ------------- | -------------------- | ------------------------------------ |
| Krypto Saves the Day! | 2025年8月13日 | ライアン・クレイマー | ワーナー・ブラザーズ・アニメーション |

### テレビシリーズ

#### ドラマシリーズ
| 作品                                  | シーズン | 配信日        | 配信日         | ショーランナー                              |
| 作品                                  | シーズン | シーズン初回  | シーズン最終回 | ショーランナー                              |
| ------------------------------------- | -------- | ------------- | -------------- | ------------------------------------------- |
| THE PENGUIN-ザ・ペンギン- The Penguin | 1        | 2024年9月19日 | 2024年11月10日 | ローレン・レフラン                          |
| ピースメイカー Peacemaker             | 2        | 2025年8月22日 | 2025年10月10日 | ジェームズ・ガン                            |
| Lanterns                              | 1        | 2026年5月     | -              | クリス・マンディ                            |
| Paradise Lost                         | 1        | -             | -              | TBA                                         |
| Waller                                | 1        | -             | -              | クリスタル・ヘンリー ジェレミー・カーヴァー |
| Booster Gold                          | 1        | -             | -              | TBA                                         |

#### アニメシリーズ
| 作品                                          | シーズン | 配信日        | 配信日         | ショーランナー         |
| 作品                                          | シーズン | シーズン初回  | シーズン最終回 | ショーランナー         |
| --------------------------------------------- | -------- | ------------- | -------------- | ---------------------- |
| Beast Boy: Lone Wolf                          | 1        | 2024年        | 2024年         | リース・バイフィールド |
| クリーチャー・コマンドーズ Creature Commandos | 1        | 2024年12月5日 | 2025年1月16日  | ディーン・ローリー     |
| クリーチャー・コマンドーズ Creature Commandos | 2        | -             | -              | ディーン・ローリー     |
| DC Metal                                      | 1        | 2024年        | 2024年         | N/A                    |
| ハーレイ・クイン Harley Quinn                 | 5        | 2025年1月16日 | 2025年1月16日  | ディーン・ローリー     |
| Untitled Blue Beetle series                   | 1        | -             | -              | -                      |
| My Adventures with Green Lantern              | 1        | -             | -              | -                      |
| Star Fire                                     | 1        | -             | -              | -                      |
| Super Powers                                  | 1        | -             | -              | -                      |
| Mister Miracle                                | 1        | -             | -              | -                      |

### テレビゲーム
| タイトル                               | リリース日 |
| -------------------------------------- | ---------- |
| Lego Batman: Legacy of the Dark Knight | 2026年     |